# Élisabeth Loisel
Élisabeth Loisel (* 1. August 1963 in Meaux, Département Seine-et-Marne) ist eine ehemalige französische Fußballspielerin und aktuelle -trainerin.

## Die Spielerkarriere

### Vereine
Élisabeth Loisel spielte von Kindesbeinen an in zwei Vereinen nahe ihrem Heimatort (von 1970 bis 1976 bei US Étrépilly, anschließend bis 1979 bei CS Meaux) Fußball – zu einer Zeit, als der französische Fußballverband FFF auch den Frauenfußball legalisierte (erstes offizielles Länderspiel: 1971). In Meaux wurde sie, erst 15-jährig, bereits im ersten Frauenteam des Klubs eingesetzt. 1979 wechselte sie in die höchste Liga Frankreichs zu Stade de Reims, das zuvor schon dreimal die französische Frauenmeisterschaft gewonnen hatte, und gehörte hier schnell zur Stammformation. 1980 und 1982 gewann sie mit Reims ihre ersten persönlichen Landestitel. 1982 schloss sie sich der VGA Saint-Maur an und fügte dort ihren beiden Meistertiteln bis 1989 fünf weitere hinzu. Damit war sie bis in die 2010er Jahre die erfolgreichste Spielerin jenseits des Rheins.

### Nationalelf
Loisel wurde zwischen November 1980 und März 1989 insgesamt 41-mal in die französische Frauennationalmannschaft berufen, erzielte dabei drei Tore und war ab 1982 deren Spielführerin. Bei der (noch halboffiziellen) Europameisterschaft 1987–1989 erreichte sie mit les Bleues das Viertelfinale.

## Die Trainerin
Bereits ab 1987 war sie auch verantwortlich für das Training ihrer Mitspielerinnen bei VGA Saint-Maur, bevor sie zwei Jahre später – unmittelbar nach Ende ihrer aktiven Zeit – Co-Trainerin und ab Juli 1997 Cheftrainerin der französischen Frauen-A-Nationalelf wurde. Sie war die erste Frau in dieser Funktion und hat das Team zur Endrundenteilnahme bei zwei Europa- (2001 und 2005) und einer Weltmeisterschaft (2003) gebracht und dazu beigetragen, dass die kickenden Französinnen es im Jahr 2005 in der Weltrangliste auf Platz 5 gebracht haben. Im Februar 2007 wurde sie nach 110 Länderspielen in dieser Funktion durch Bruno Bini abgelöst.
Seit 1999 widmet Élisabeth Loisel sich außerdem im Auftrag der FIFA der Ausbildung des Trainerinnennachwuchses und hat seit 2002 Sitz und Stimme in der Frauenfußballkommission des Weltverbandes. 2015 gehörte sie zu der Technischen Studiengruppe des Weltverbands, die den offiziellen Abschlussbericht über die Frauen-WM in Kanada erstellte.
Am 28. Oktober 2007 übernahm sie die Aufgabe der Cheftrainerin der chinesischen Fußballnationalmannschaft der Frauen. Die Tätigkeit endete nach dem enttäuschenden Abschneiden beim Algarve-Cup 2008, bei dem China nur den neunten Platz belegte; die Chinesinnen hat Loisel während 13 Spielen betreut.
Seit Mai 2015 trainiert sie die französische Militärnationalauswahl der Frauen, die sie auch bei der Militärweltmeisterschaft ab September des Jahres in Südkorea betreut hat. Ein Jahr später holte sie diesen WM-Titel erstmals nach Frankreich.

## Palmarès

### Als Spielerin
- Französische Meisterin 1980, 1982 (mit Reims), 1983, 1985, 1986, 1987, 1988 (mit Saint-Maur)
- 41 A-Länderspiele, 3 Tore

### Als Trainerin
- Französische Meisterin 1988 (mit Saint-Maur)
- Endrundenteilnahme bei der Frauen-WM 2003 und den Frauen-EM 2001, 2005
- Militärweltmeister mit den Französinnen 2016